# Ilja Zeljenka
Ilja Zeljenka, v českém přepisu bývá také uváděn jako Ilja Zelenka (21. prosince 1932 – 13. července 2007), byl slovenský hudební skladatel. Pocházel z rodiny bratislavského novináře Ľuda Zeljenky a vídeňské rodačky Ireny, rozené Michlové. Vyrůstal v Bratislavě.

## Život a umělecká tvorba
Zároveň se studiem na gymnáziu soukromě studoval harmonii a kontrapunkt u Jána Zimmera a hru na klavír u Rudolfa Macudzinského. V roce 1956 dokončil studium hudební skladby u profesora Jána Cikkera. Ilja Zeljenka patřil k nejvýznamnějším osobnostem československé hudby druhé poloviny 20. století. Jako samouk se dopracoval ke značně osobitým harmonickým a metrorytmickým řešením. Už z tohoto raného období si odnesl smysl pro vlastní kompoziční řešení, což znamená, že i s podněty pocházejícími z „Nové hudby“ a tehdejší hudební avantgardy se vyrovnal dosti originálním způsobem.
Koncem padesátých let reagoval na ideový formalismus, který v tomto období prorůstal celou společností prakticky ve všech sférách lidské činnosti a velmi výrazně pronikal především do tehdejší umělecké ideologie. Zároveň s tím se jednalo o jeho kritickou reakci na opožděný romantismus a českou hudební modernu.
V šedesátých letech způsobil rozruch mezi několika tehdejšími patrony slovenské hudby svými
skladbami, kterými jako jeden z prvních skladatelů navázal na „postweberovskou“ linii. V skladbách z této doby dominovala zvukovost, zkoušená a posléze i přenesená do hlasového projevu zpěváků či recitátorů (např. kantáta Osvienčim, Metamorphoses XV pro komorní soubor a recitátora na latinský Ovidiův text, Zaklínadla pro sbor a orchestr na vlastní latinský text). V tomto období dospěl ke svému vlastnímu grafickému záznamu hudby na způsob polské školy. Spolupracoval také s Elektroakustickým studiem Československého rozhlasu (1961) – výsledkem bylo množství filmové hudby.
Poněvadž sedmdesátá léta se nesla ve znamení všeobecné stagnace nejen svobodné kultury, ale i celé společnosti, Ilja Zeljenka se soustředil zejména na tvorbu určenou pro lidové soubory a připojil se tak k tehdejší neoromantické orientaci evropské hudby. Mnohá jeho díla pocházející z tohoto období byla na veřejnosti předvedena až mnohem později.

## Kulturní a pedagogická činnost
- 1957–1961 – dramaturg Slovenské filharmonie
- 1961–1968 – práce v Československém rozhlasu v Bratislavě
- od roku 1985 – pedagog na VŠMU v Bratislavě

## Ocenění
- V roce 2018 byl oceněn prezidentem Slovenské republiky Andrejem Kiskou Řádem Ľudovíta Štúra II. třídy.[1]

## Stručný přehled díla
Je autorem dvou oper (Bátoryčka 1994, Posledné dni Veľkej Moravy 1996), orchestrálních děl (5 symfonií, Hudba pro orchestr – Zakletý pohyb pro orchestr), instrumentálních koncertů, kantát (Osvienčim, Slovo), komorních skladeb (pět smyčcových kvartetů, dvě klavírní kvinteta), hudby scénické a filmové (Drak se vrací, Dolina). Stál při zrodu elektroakustické hudby.

## Děti
Dcera Alexandra Švolíková (*1965) je výtvarnicí a ilustrátorkou. Pracuje ve výtvarné redakci nakladatelství Argo, žije v Čechách.